# 戸高彩菜
戸高 彩菜（とだか あやな)は、日本のタレント、モデル、インスタグラマー。

## 略歴
大分県大分市出身。大分県立大分雄城台高等学校を経て、別府大学卒業。タレントやモデルとして活動していたが、2016年に大分市より2年の任期で「大分市観光キャンペーンレディ」の委嘱を受け、大分県の温泉のPR等を行った。
2017年4月より、大分放送（OBS）のテレビ番組「ぱん☆どら」に約2年半の間、メインMCとして出演した。
東京都と大分県を拠点に活動していた。

## 出演番組

### テレビ

#### レギュラー出演
- ぱん☆どら（大分放送）[6]
- 川崎漁業組合（GAORA）[7]

#### 準レギュラー出演
- かぼすタイム（大分放送）
- アレ・コレBOX（大分放送）

#### 単発出演
- いいやん!大分（テレビ大分、2016年6月5日）[8][9]
- ゆ〜わくワイド&News（テレビ大分、2016年8月4日）[10][9]

### TV CM
- クレバリーホーム
- 大分製紙
- カスガ水産
- ベリーツ

### WEB CM
- Panasonic Beauty
- Jetstar Japan

### ラジオ

#### 単発出演
- とりまラジオ（大分放送、2016年10月25日）[11]
- オギデン（大分放送、2016年11月6日）[1]